# Fas 3
Fas 3, eller Sysselsättningsfasen, är benämningen på den sista delen av jobb- och utvecklingsgarantin, ett arbetsmarknadspolitiskt program som regeringen Reinfeldt införde i juli 2007.
Fas 3 infaller för de som ännu är arbetslösa efter 450 dagar i jobb- och utvecklingsgarantin. Den som inte har fått ett jobb efter 450 dagar i jobb- och utvecklingsgarantin ska erbjudas en sysselsättning hos en så kallad "anordnare" som Arbetsförmedlingen utser. I Fas 3 har inte ordinarie arbetsuppgifter fått utföras men en uppmjukning av dessa regler har skett. Fas 3-anordnaren får 210 kronor i ersättning per dag (4 620 SEK i månaden) för varje fas 3-deltagare.

## Om Fas 3
Regeringen Reinfeldt motiverade fas 3 bland annat med att långtidsarbetslösa behöver gemenskap och någonstans att gå, få möjlighet att skaffa sig nya meriter, referenser och kontakter som är tänkt att leda till andra framtida arbeten, även om fas 3 inte motsvarar en konventionell anställning med lön. Hillevi Engström har bland annat sagt "Tanken med fas 3 är att man ska känna sig behövd och ha en gemenskap" samt "Alternativet, att man inte gjorde något och lät människor sitta i soffan hemma eller bli sjukpensionärer, vore sämre". Hillevi Engström har även talat om att långtidsarbetslösa är "sköra människor" samt att utbildning inte är rätt för dem, som svar på varför allmän utbildningsmässig kompetenshöjning är förbjuden i fas 3.  Sedan maj 2011 har deltagare i fas 3 möjlighet till arbetsmarknadsutbildning som andra inom jobb- och utvecklingsgarantin.
Varje sysselsättningsperiod i fas 3 får pågå i högst två år hos samma anordnare. Därefter ska en fas 3-plats erbjudas hos en ny anordnare. Finns det särskilda skäl, till exempel om det är nära till pension eller vid funktionshinder som gör det extra svårt att hitta ny anordnare finns möjlighet att bli anvisad en plats hos samma anordnare men då som längst i 12 månader.  
De som deltar i fas 3 får ej lön eftersom ingen anställning föreligger, men för dem som uppfyller villkoren för a-kassa utgår aktivitetsstöd med 65 procent av den dagsförtjänst som låg till grund för den senaste arbetslöshetsersättningen, lägst 320 kronor per dag. Den som inte uppfyller villkoren för att få a-kassa får ingen ersättning/aktivitetsstöd i fas 3 och dessa är då hänvisade till respektive hemkommuns försörjningsstöd. Alla kommuner har inte godtagit fas 3 som villkor för att få försörjningsstöd, eftersom fas 3 inte är en praktik eller kompetenshöjande verksamhet som leder till egen försörjning, vilket socialtjänstlagen 4 kap. 4 § om rätten till bistånd föreskriver som grund för att erhålla försörjningsstöd, och då kan den sökande istället ha krävts på övergång till verksamhet på kommunens Arbetsmarknadsenhet.
I fas 3 upphör de flesta aktiviteter som fanns i fas 1 och 2, som kartläggning, jobbsökande, coachning och praktik. I fas 3 återstår endast sysselsättning. Efter omfattande kritik gavs 2011 en mycket begränsad rätt till arbetsmarknadsutbildning i fas 3, förutsatt att den leder till en anställning. I december 2011 hade endast 1,6 procent inom fas 3 erhållit någon form av arbetsmarknadsutbildning, men inte behörighetsgrundande utbildning för vidare studier.
Sådan utbildning har varit och är helt otillåten i alla tre faser, även där det vore i begränsat omfång och skulle gjorts under fritid. 
LO höll 2012-01-19 ett seminarium med en presenterad rapport, "Den nya tidens AK-arbeten? En granskning av fas 3". Rapporten beskriver en syn på brister i programmet och föreslår andra åtgärder, samt om att det är fler äldre och funktionshindrade i fas 3, än i fas 1 och 2 på grund av att dessa grupper än mer sällan blir erbjudna arbete på arbetsmarknaden. Rapporten visar även att utbildningsnivåerna för dem i fas 3 i stort sett ser identiska ut jämfört med dem i fas 1 och 2. 
Antalet arbetslösa som sökt arbete längre än två år har hela tiden ökat sedan fas 3 infördes. I december 2011 hade drygt 71000 personer varit arbetslösa längre än två år.Dock har antalet personer med förtidspension minskat till följd av nya regler, och en del av dem som med tidigare regler hade förtidspensionerats är nu istället långtidsarbetslösa. 
Institutet för arbetsmarknads- och utbildningspolitisk utvärdering (IFAU) har följt upp både Jobb- och utvecklingsgarantin och fas tre, eller sysselsättningsfasen, i en rapport år 2013. Rapportförfattarna följer i rapporten 250 000 personer som börjat JOB från det att programmet startade i juni 2007 till och med april 2012. I genomsnitt har de som skrivits in i programmet varit arbetslösa i två år. Deltagarna har i genomsnitt egenskaper som gör att de har en lägre sannolikhet att få arbete jämfört med de öppet arbetslösa, d.v.s. personer som är inskrivna vid förmedlingen men som inte är i ett program. Förutom att de varit arbetslösa dubbelt så lång tid som de öppet arbetslösa är de också något äldre (42 år jämfört med 38 år) och en större andel har en funktionsnedsättning som medför nedsatt arbetsförmåga (25 % jämfört med 17 %). Högre ålder och en funktionsnedsättning är egenskaper som gör att det är svårare att få arbete. Med hjälp av en enkät finner rapportförfattarna att många av dem som har en sysselsättningsplats är mycket eller ganska nöjda med den (75 %) och tycker att de har meningsfulla uppgifter. De som saknar plats är mindre nöjda. Många av deltagarna i sysselsättningsfasen hade behövt mer hjälp i fas ett och två. Deltagarna är nöjdare med sin sysselsättning än de är med hela Jobb- och utvecklingsgarantin. Hälften av de som svarat på rapportförfattarnas enkät var nöjda med sitt deltagande i garantin som helhet (17 % mycket nöjda och 34 % ganska nöjda).

### Ny regering har eftersträvat förändringar
Regeringen Löfven I har under 2014 aviserat att de önskat att avskaffa sysselsättningsfasen under mandatperioden; detta genom att ersätta åtgärden med så kallade Extratjänster. Extratjänster avsågs att införas inom vissa delar av välfärdssektorn och övrig offentligt finansierad verksamhet. Detta är en nygammal åtgärd med nytt namn, som på pappret framstår förvillande lik Plusjobben som infördes av den socialdemokratiska regeringen Persson under mandatperioden 2002-2006. Denna åtgärd skulle också vara obligatorisk för att få aktivitetsstöd, men ge en avtalsenlig lön som dock inte är a-kassegrundande. Detaljer om vad detta innebär har hittills inte klargjorts och på grund av regeringskrisen hösten 2014 skjutits på en oklar framtid tills vidare.
I samband med förslagen aviserades även en sänkning av ersättningen till aktiverings-anordnare. Sänkningen skulle bli dramatisk från 4950 i månaden till 2200 i månaden. Regeringen anser att denna sänkning är motiverad av att en del oseriösa anordnare tagit ut "övervinster". På frågan om hur detta skulle drabba de anordnare som inte anses oseriösa utan använder lejonparten av ersättningen till att driva en meningsfull verksamhet har det inte hunnit ges något svar.
Från och med 1 april 2015 sänktes anordnarbidraget med 15 kr per deltagare.

## Kritik
Det var möjligt för arbetssökande att gå utbildning i Fas 3 men vissa arbetssökande blev avstängda och fick inget aktivitetsstöd när de ville gå en arbetsmarknadsutbildning.
Bland kritiken har anförts bland annat följande:
- Väldigt få erhåller anställning genom fas 3. Bland dem som lämnar fas 3 är det oftare för egen utbildning. Många äldre väljer förtida uttag av ålderspension framför att stanna kvar.[11]
- Att många särskilt äldre som arbetat och varit utbildade i vissa branscher har satts att göra helt andra och mer primitiva uppgifter i fas 3.[12]
- Att systemet ger företag gratis och betald ordinarie arbetskraft som väljer att i mindre grad eller inte anställa, samt att lönesättningen för låglönejobb påverkas negativt.[13][14][15]
- Att meningsfullt eller ordinarie arbete oftast inte funnits i fas 3 vilket ej gett kompetens och meriter som stärkt arbetssökande gentemot arbetsmarknadens behov.[16][17][18][19][20]
- Att många fas 3-deltagare som varit hos anordnare som fått 225 kronor/dag för handledning, inte har fått handledning, vare sig det har behövts eller ej.[21][22]
- Att egen utbildning ej är tillåten i fas 3 likt de övriga faserna. Det har framförts i kritik att detta är kontraproduktivt då möjlighet att få arbete oftast bygger på att den arbetssökande måste ha en kompetens som arbetsmarknaden efterfrågar och att arbetsmarknaden dessutom ofta kräver ny kompetens. Då egen parallell utbildning ej är tillåten i någon grad som t.ex. enstaka komvux-kurser som för att erhålla grundläggande behörighet för vidare studier, har opinionen gjort talrika försök att häva det vida utbildningsförbudet i jobb- och utvecklingsgarantin som inte medger betygsgivande utbildning på egen fritid.[23][24]